# NR-1
Le RN-14, surnommé « Nerwin », est un sous-marin à propulsion nucléaire navale expérimental de l'United States Navy.  Il est maintenant un navire musée exposée au Submarine Force Library and Museum à Groton dans le Connecticut.

## Historique

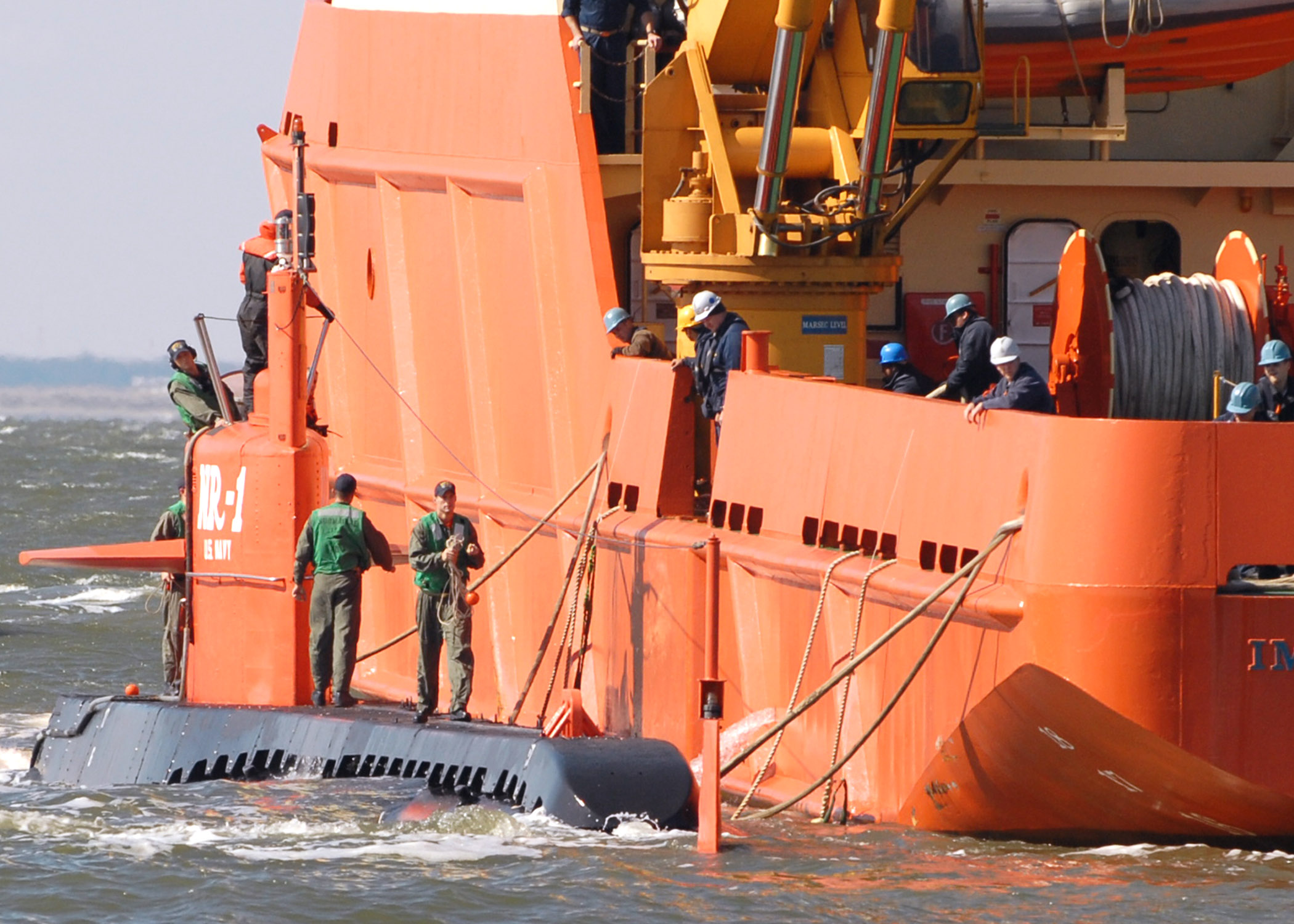
Le NR-1 et son navire de soutien à partir de 1994, le Carolyn Chouest.

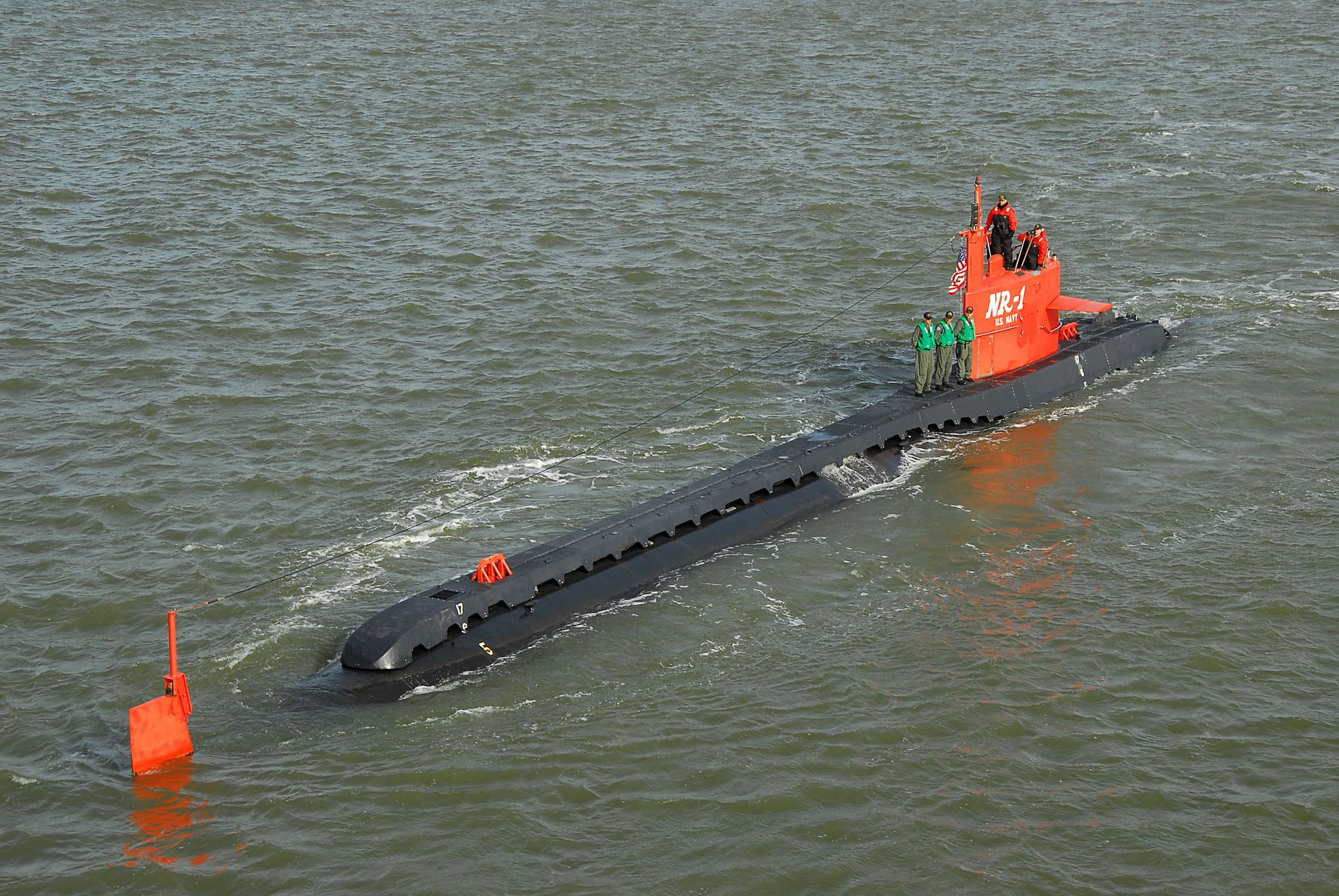
Le NR-1 en 2007 à Galveston (Texas) pour l'étude du sanctuaire marin national de Flower Garden Banks.

Ce projet soutenu par l'amiral Hyman Rickover est approuvé le 18 avril 1965. Construit à partir du 10 juin 1967 au chantier naval Electric Boat de Groton par General Dynamics, il est lancé le 25 janvier 1969, rattaché à partir de 1994 au MV Carolyn Chouest dépendant du Military Sealift Command avant d'être « désactivé » le 21 novembre 2008. Il s'agit du plus petit sous-marin à propulsion nucléaire navale construit dans le monde ; son nom, NR-1, est un hommage au service à l'Office of Naval Reactors chargé du développement de cette technologie dans l'US Navy.
Il n'a jamais été officiellement nommé ou commissionné et servirait aux opérations classifiées dont du renseignement, la recherche d'objets (récupération de missiles AIM-54 Phoenix à la suite d'un accident d'un F-14 le 14 septembre 1976, accident de la navette spatiale Challenger, accident du vol 990 EgyptAir le 31 octobre 1999, etc...), la recherche et surveillance d'épaves (HMHS Britannic redécouvert avec Robert Duane Ballard, USS Monitor, USS Akron, USS Bonhomme Richard), l'étude géologique et océanographique (au large de Porto Rico en 1973 avec l'USS Portland (LSD-37), sanctuaire marin national de Flower Garden Banks (en)) et la maintenance d'équipements submergés. Un total de 64 missions non-classifiées entre 1972 et 1999 sont officiellement recensés. 
Entre autres missions, en 1986, l'USS Seawolf (SSN-575) et le NR-1 auraient mis sur écoute un câble sous-marin reliant l'Afrique du Nord à l'Europe à une époque où les États-Unis étaient engagés dans une confrontation avec la Libye ; cette opération n'aurait cependant pas généré de renseignements utiles.
Le NR-1 a été désactivé le 21 novembre 2008 à la base sous-marine de Groton (Connecticut), puis il est envoyé au Portsmouth Naval Shipyard pour la récupération des pièces détachés, puis convoyé au Puget Sound Naval Shipyard and Intermediate Maintenance Facility (Bremerton) qui prend en charge le démantèlement des navires à propulsion nucléaire américains via le Ship-Submarine Recycling Program.
Le 13 novembre 2013, la marine américaine a annoncé que des pièces récupérées du sous-marin seraient exposées dans un musée consacrée à la force sous-marine à Groton.

## Caractéristiques

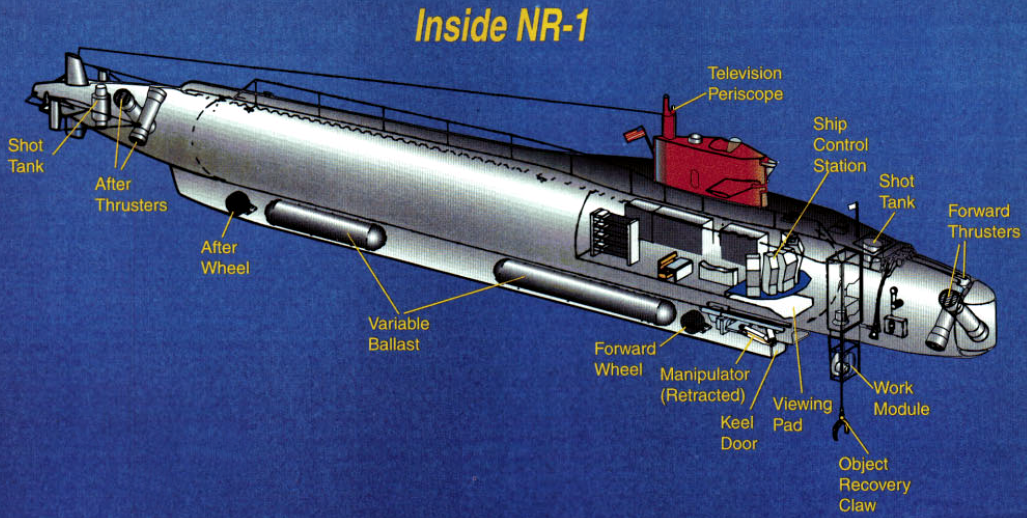
Dessin en 1998.

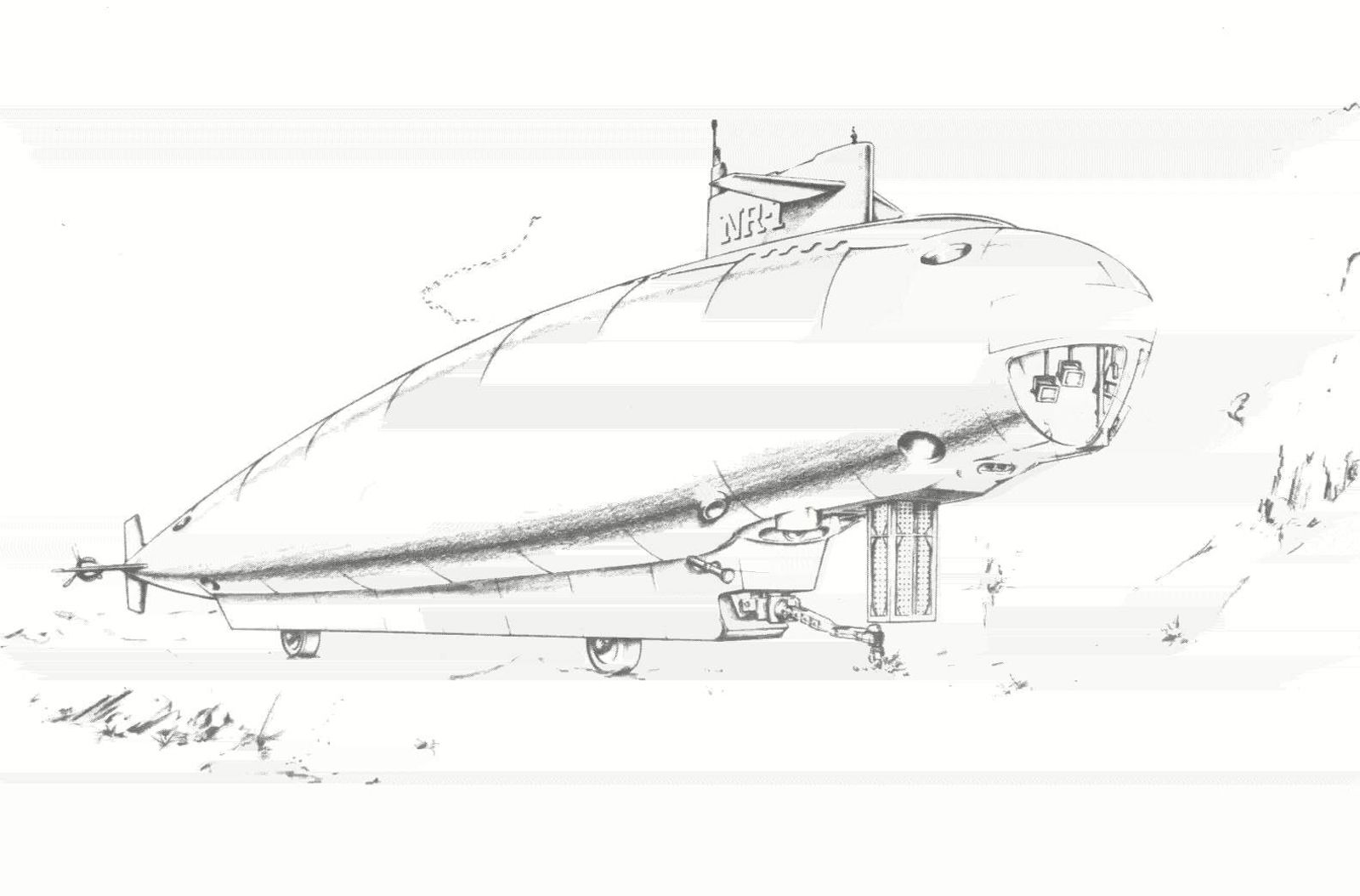
Dessin du NR-1 avec ses roues et son bras manipulateur.

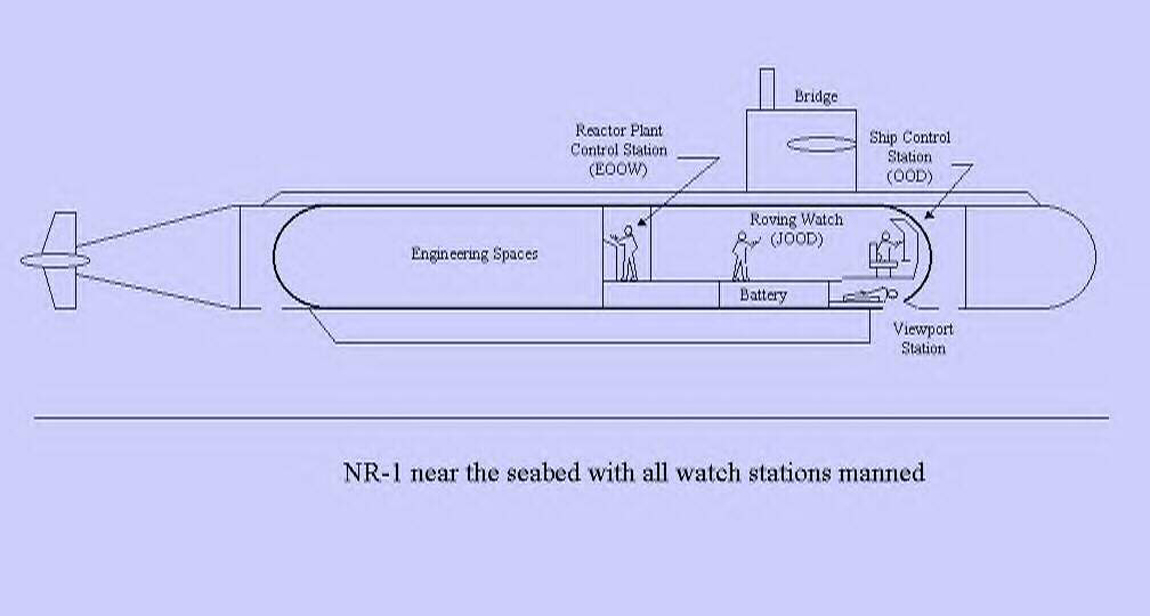
Croquis des emménagements du NR-1.

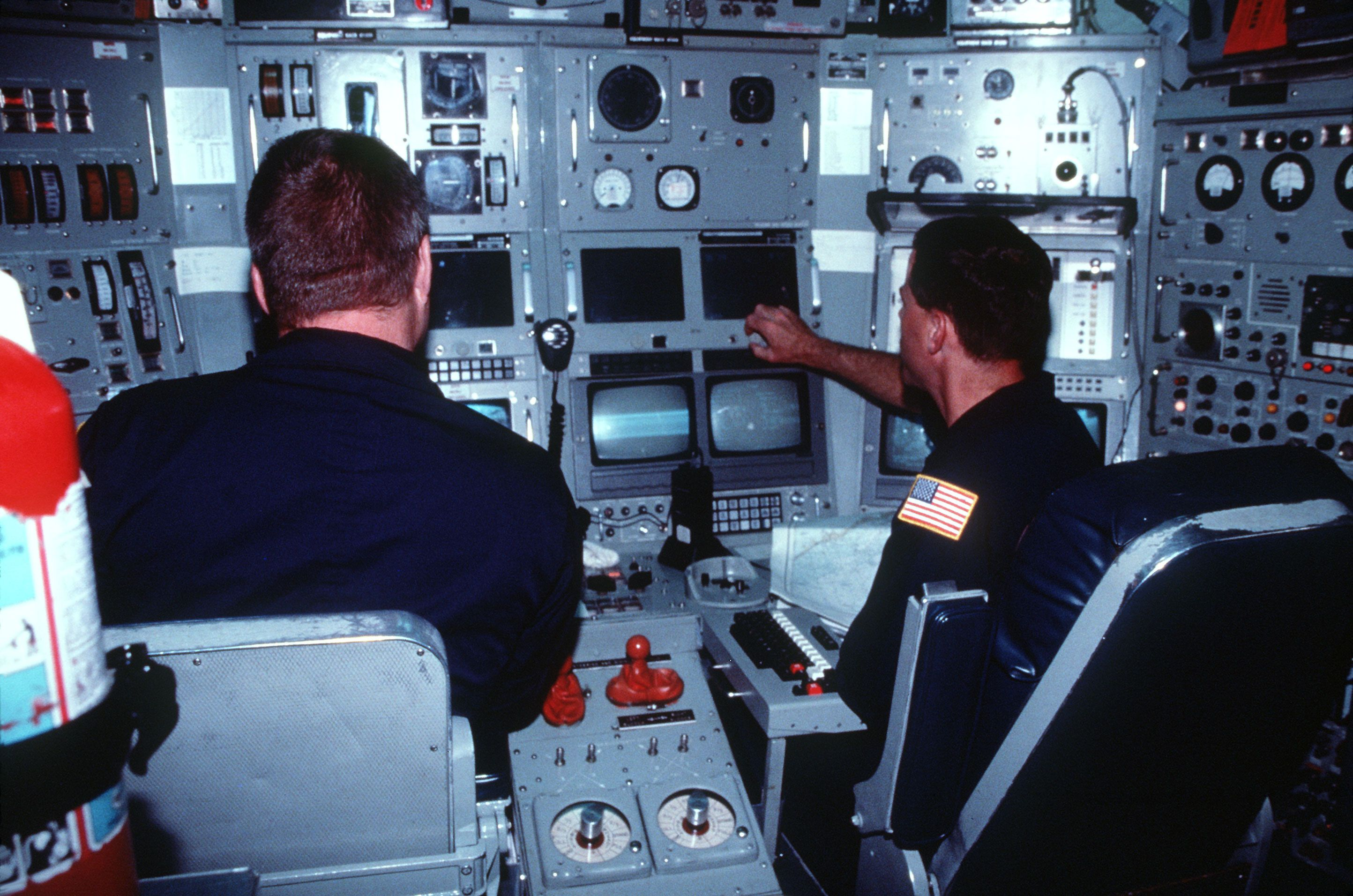
Contrôles du NR-1 en 1995.

Sa coque est en acier HY-80 à haute résilience, le massif est peint en orange. Il est équipé pour toutes les missions océanographiques à des fins militaires ou civiles. Sa profondeur de plongée officielle est de 3 000 pieds (914 m). Il n'a pas de périscope mais une caméra de télévision dans le massif. Une de ses particularités est la présence de deux roues de poids-lourd rétractables Goodyear pour rouler sur le fond marin. Ses principaux senseurs sont une batterie de sonars dont le plus puissant est un sonar à balayage latéral dirigé vers le bas permettant de scruter les fonds marins. En 2002, il avait une résolution de 30 cm à 180 m de distance et de 1,2 m à 730 m, à cette période, il dispose également d'un laser à balayage linéaire.
Il dispose de 3 hublots, des crochets, des poignées et d'un bras robotisé manipulateur permettant d'emporter des objets d'un diamètre inférieur à 24 cm (8 pouces)provenant d'un autre projetet, à sa fin de carrière, de 25 projecteurs extérieurs pour éclairer les profondeurs, et plusieurs caméras. Son four provenait d'un avion de ligne, de même que le système de navigation qui était déjà assez imprécis dans son usage originel. Ses instruments, le panneau de contrôle initial ainsi que son ordinateur d'origine qui avait une mémoire à tores magnétiques limitée de 32 kilooctets sont construits par Sperry Corporation.
Son réacteur nucléaire dont les caractéristiques ne sont pas publiques est conçu par Knolls Atomic Power Laboratory (en), qui a fait de même pour l'ensemble des réacteurs nucléaires embarqués américains, et placé sur des turbo-alternateurs.
Les moteurs électriques sont à l'extérieur de la coque épaisse. Quatre propulseurs auxiliaires (2 à l'avant, 2 à l'arrière) facilitent les manœuvres de précision. En 1993, il est rallongé de 3 m. Il s'agit d'un bâtiment réussi mais qui a coûté environ 100 millions de dollars américains de l'époque soit environ 660 millions valeur 2012, trois fois plus cher que prévu. Le Government Accountability Office a publié un rapport cinglant vis-à-vis des techniques de gestion car les concepteurs du projet avaient carte blanche.
Sa section pressurisée est de 29,3 m après son agrandissement en 1993. Il n'avait pas de douche, les toilettes étaient souvent bouchées et il y avait quatre couchettes pour 11 marins. Pendant l'administration de Richard Nixon, l'équipage d'élite spécialement formé pour le NR-1 pouvait vivre sur le fond de l'océan pour un maximum d'un peu moins d'un mois à la fois. Celui-ci était spécifiquement entraîné par le directeur du programme de propulsion nucléaire de la marine. L'autonomie nominale est de 210 hommes-jours, soit 16 jours pour un équipage de 13 personnes, l'autonomie maximale est de 300 hommes-jours, soit 23 jours pour un équipage de 13 personnes.
Son réacteur nucléaire a été ravitaillé une fois dans sa vie de service entre 1990 et 1992, et le sous-marin pouvait servir jusqu'en 2012 en théorie mais beaucoup de ses fournisseurs et des sources logistiques n'existaient plus, ce qui a conduit à son retrait.

## Sous-marins équivalents
La marine soviétique puis russe a mis en service trois classes de submersibles équivalents classés comme « station nucléaire de plongée profonde de 1er rang » :
- Projet 1910, classe Cachalot, code OTAN : classe Uniform, 2 exemplaires mis en service en 1986 et 1991, un 3e dont la construction a été abandonnée en 1998[13] ;
- Projet 1851, code OTAN : classe X-Ray , 1 exemplaire mis en service en 1985 ;
- Projet 1083.1, code OTAN : classe Paltus ou NORSUB-5, 1 exemplaire mis en service en 2003.